# فانيسا بيل كالواى
فانيسا بيل كالواى (بالإنجليزية: Vanessa Bell Calloway)‏ هي ممثلة أمريكية، ولدت في 20 مارس 1957 بكليفلاند في الولايات المتحدة.

## أعمال

### أفلام
- (1988) القدوم إلى أميركا[5]
- (1996) دايلايت[6]
- (2003) تشيبر باي ذا دزن[7]
- (2008) ليكفيو تيراس[8]

### مسلسلات
- كاسل
- كولد كيس

## وصلات خارجية
- فانيسا بيل كالواى على موقع IMDb (الإنجليزية)
- فانيسا بيل كالواى على موقع ألو سيني (الفرنسية)
- فانيسا بيل كالواى على موقع أول موفي (الإنجليزية)
- فانيسا بيل كالواى على موقع قاعدة بيانات برودواي على الإنترنت (الإنجليزية)
- فانيسا بيل كالواى على موقع قاعدة بيانات برودواي على الإنترنت (الإنجليزية)
- فانيسا بيل كالواى على موقع قاعدة بيانات الأفلام السويدية (السويدية)
- فانيسا بيل كالواى على موقع إن إن دي بي (الإنجليزية)
- فانيسا بيل كالواى على موقع قاعدة بيانات الفيلم (الإنجليزية)
- فانيسا بيل كالواى على موقع كينوبويسك (الروسية)